# Smrčná
Smrčná (dřívější název Simmersdorf) je obec v okrese Jihlava v Kraji Vysočina. Žije zde 470 obyvatel.

## Název
Název se vyvíjel od varianty Zmierzna (1257), Smirczna (1304), Symonsdorf (1352), Smrzna a Symonsdorf (1367), Smrcžnau (1596), Summensdorf (1626), Smrczny (1629), Sumesdorff (1654), Simmersdorf (1787), Simmersdorf a Smržna (1843) až k podobám Smrčná a Simmersdorf v roce 1893. České jméno Smrčná je odvozeno od názvu zdejšího potoka, který znamenal vodu tekoucí mezi smrky nebo smrčím. Německý název Simmersdorf vznikl z pojmenování Simonsdorf a znamenal Simonova ves.

## Historie
První písemná zmínka o obci pochází z roku 1233.
V roce 2018 získala obec ocenění v soutěži Vesnice Vysočiny 2018, konkrétně obdržela Diplom za vzorné vedení kroniky. V roce 2019 získala obec ocenění v soutěži Vesnice Vysočiny 2019, konkrétně obdržela Diplom za společenský život v obci a Zlatou cihlu za rekonstrukci kostela sv. Mikuláše. V roce 2022 získala obec ocenění v soutěži Vesnice Vysočiny 2022, konkrétně obdržela Modrou stuhu za společenský život a Diplom za moderní knihovnické a informační služby. V roce 2023 získala obec ocenění v soutěži Vesnice Vysočiny 2023, konkrétně obdržela Oranžovou stuhu za spolupráci se zemědělským subjektem hospodařící v krajině. V roce 2024 získala obec ocenění v soutěži Vesnice Vysočiny 2024, konkrétně obdržela Zlatou stuhu a stala se krajský vítěz Vesnice roku 2024.

## Přírodní poměry
Nachází se 6,5 kilometru jihozápadně od Štoků, dvanáct kilometrů severozápadně od Jihlavy, 5,5 kilometru severně od Hybrálce, 5,5 kilometru východně od Větrného Jeníkova a sedm kilometrů jihovýchodně od Úsobí. Geomorfologicky je oblast součástí Česko-moravské subprovincie, konkrétně Křemešnické vrchoviny a jejího podcelku Humpolecká vrchovina, v jejíž rámci spadá pod geomorfologický okrsek Jeníkovská vrchovina. Průměrná nadmořská výška činí 584 metrů. Nejvyšší bod, Roháč (684 m n. m.), leží jižně od obce. Východně od Smrčné stojí Venušín (679 m n. m.) a severně Suchý kopec (645 m n. m.). Obcí protéká Smrčenský potok, do něhož se v obci vlévá Zlatý potůček. Na Smrčenském potoce západně od vsi leží Černý rybník, na jižní hranici katastru se pak na stejném potoce rozkládají rybníky Trpaslík a Zadní rybník. Na návrší nad historickou návsí obce roste památná lípa malolistá s výškou 25,5 metru. Část území evropsky významné lokality Vysoký kámen u Smrčné zasahuje i do katastru Smrčné.

## Obyvatelstvo
Podle sčítání 1921 zde žilo v 102 domech 915 obyvatel, z nichž bylo 470 žen. 479 obyvatel se hlásilo k československé národnosti, 429 k německé. Žilo zde 722 římských katolíků, 4 evangelíci a 49 příslušníků církve československé husitské.
| Rok            | 1869 | 1880 | 1890 | 1900 | 1910 | 1921 | 1930 | 1950 | 1961 | 1970 | 1980 | 1991 | 2001 | 2011 | 2021 |
| -------------- | ---- | ---- | ---- | ---- | ---- | ---- | ---- | ---- | ---- | ---- | ---- | ---- | ---- | ---- | ---- |
| Počet obyvatel | 886  | 839  | 814  | 883  | 991  | 915  | 728  | 424  | 469  | 390  | 345  | 296  | 296  | 354  | 455  |
| Počet domů     | 86   | 87   | 92   | 100  | 105  | 102  | 113  | 120  | 95   | 89   | 87   | 89   | 96   | 123  | 150  |

## Obecní správa a politika

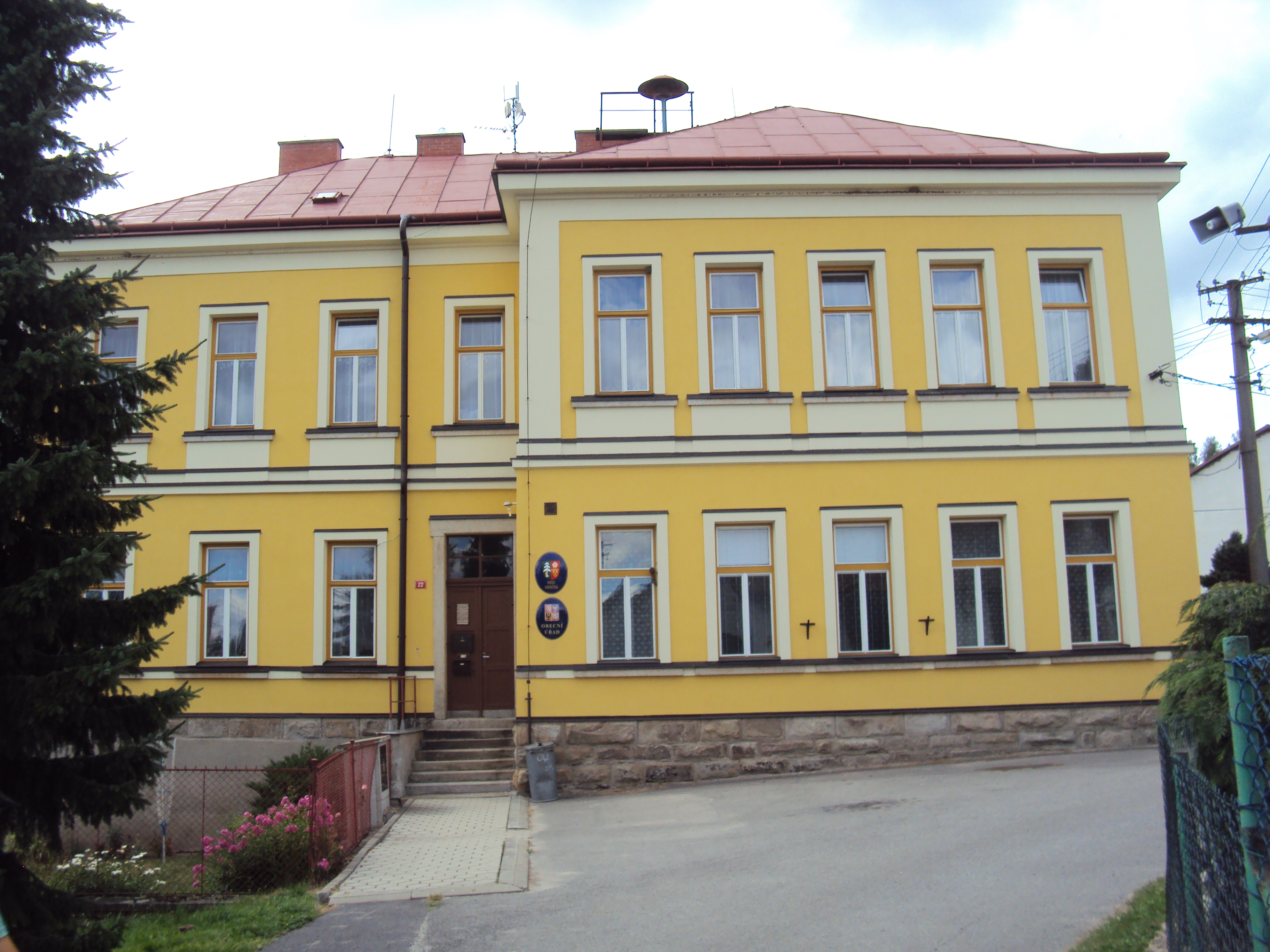
Obecní úřad ve Smrčné v okrese Jihlava. Tato budova bývala v minulosti německou školou.

Mezi lety 1869–1976 Smrčná byla obcí v okrese Polná (1869), poté v okrese Německý Brod (1880–1930), poté v okrese Jihlava-okolí (1950) a později v okrese Jihlava. Od 1. srpna 1976 do 30. června 1990 patřil jako část statutárního města k Jihlavě a od 1. července 1990 je opět samostatnou obcí.

### Členění, členství ve sdruženích
Obec leží na katastrálním území Smrčná na Moravě (název katastrálního území je matoucí, jelikož se obec na Moravě nenachází) a má tři základní sídelní jednotky – Na Vranově, Smrčná a Vilémovské Chaloupky.
Smrčná je členem mikroregionu Sdružení Vrchovina a místní akční skupiny Českomoravské pomezí.

### Části obce
Obec sestává ze tří základních sídelních jednotek:
- Smrčná – zahrnuje centrum obce a celé katastrální území severním východním a západním směrem.
- Vilémovské Chaloupky (dříve Wilhelmsdorf) – osada a okolí v jihozápadní části katastru.
- Na Vranově – jednotka zahrnuje odloučenou zástavbu v jihovýchodní části katastru včetně bývalé sklářské hutě a mezilehlého lesa.

### Zastupitelstvo a starosta
Obec má sedmičlenné zastupitelstvo, v jehož čele stojí starosta Josef Nechvátal.
| Období    | Voliči | Účast v % | Mandáty | Výsledky                | Starosta        |
| --------- | ------ | --------- | ------- | ----------------------- | --------------- |
| 2006–2010 | 243    | 42,39     | 7       | 7 Za rozvoj obce Smrčná | Josef Nechvátal |
| 2010–2014 | 273    | 56,78     | 7       | 7 Pro rozvoj obce       | Josef Nechvátal |
| 2014–2018 | 301    | 45,85     | 7       | 7 Pro rozvoj obce       | Josef Nechvátal |

### Obecní symboly
Znak a vlajka byly obci uděleny rozhodnutím předsedy Poslanecké sněmovny Parlamentu České republiky dne 25. března 2005. Znak: V zeleno-červeně polceném štítě vpravo stříbrný vykořeněný smrk s kmenem podloženým zlato-černě polceným vozovým kolem, vlevo zlatý gotický dvojklíč převýšený stříbrnou, zlatě zdobenou mitrou se stříbrnými fimbriemi. Vlajka: List tvoří tři svislé pruhy, červený, zelený a žlutý, v poměru 1:2:1. V zeleném pruhu bílý vykořeněný smrk s kmenem podloženým žluto-černě polceným vozovým kolem. Poměr šířky k délce listu je 2:3.

## Hospodářství a doprava
V obci sídlí firmy PERFEKTAS s.r.o., Bar Kub,s.r.o., Pálenice Smrčná s.r.o., pobočka České pošty a obchod firmy LAPEK, a.s..
Územím obce prochází dálnice D1 a silnice III. třídy:
- III/1311 exit 104 - Smrčná - Jihlava
- III/1314 Štoky - Smrčná
- III/1315 Smrčná - osada Vilémovské Chaloupky.[22]

Dopravní obslužnost zajišťují dopravci ICOM transport a Dopravní podnik města Jihlavy. Autobusy jezdí ve směrech Jihlava, Úsobí, Havlíčkův Brod, do Smrčné zajíždí i jihlavská MHD (linka č. 765005). Obcí prochází cyklistická trasa č. 5215 z Bílého Kamene do Štoků a zeleně značená turistická trasa.

## Pamětihodnosti
- Farní kostel svatého Mikuláše
- Boží muka u cesty
- Smírčí kámen na kraji lesa
- Smírčí kámen u silnice na Jihlavu